# Габишевское сельское поселение
Габишевское се́льское поселе́ние (тат. Гәбиш авыл җирлеге, Gäbiş awıl cirlege) — муниципальное образование в Лаишевском районе Татарстана Российской Федерации.
Административный центр — село Габишево.

## История
Образовано 20 июня 1986 года как Габишевский сельсовет.
Статус и границы сельского поселения установлены Законом Республики Татарстан от 31 января 2005 года № 28-ЗРТ «Об установлении границ территорий и статусе муниципального образования "Лаишевский муниципальный район" и муниципальных образований в его составе».

## Население
| 2010  | 2011  | 2012  | 2013  | 2014  | 2015  | 2016  |
| ----- | ----- | ----- | ----- | ----- | ----- | ----- |
| 2527  | ↗2532 | ↗2567 | ↗2635 | ↗2687 | ↗2745 | ↗2802 |
| 2017  | 2018  | 2021  |       |       |       |       |
| ↗2859 | ↗2986 | ↗4249 |       |       |       |       |

## Состав сельского поселения
| № | Населённый пункт | Тип населённого пункта       | Население |
| - | ---------------- | ---------------------------- | --------- |
| 1 | Габишево         | село, административный центр | ↗4249     |